# Det russiske forsvarsministeriums flyhavari i Sortehavet 2016
Den 25. december 2016 styrtede en russisk Tupolev Tu-154 ned i Sortehavet kort efter start i den internationale lufthavn i Sotji i Rusland på vej mod den russiske flybase Hmeimim i Syrien. Alle 92 om bord omkom. Flyet var ejet af det russiske forsvarsministerium.

## Flyet
Det nedstyrtede fly var af typen Tupolev 154B-2, med registreringsnummer RA-85572, 83A-572, der havde været i drift siden 1983, og havde fløjet 6.689 timer.

## Styrt
Flyet styrtede ned kort efter start fra Sotjis internationale lufthavn i Rusland på ved den russiske militærbase Hmeimim i Syrien. Flyet lettede med 92 personer om bord kl. 05:27 lokal tid (02:27, 25. december 2016 UTC) fra byen Sotji ved Sortehavet med ruten til Syrien. Flyet styrtede ned 1,5 km fra kysten. Vragdele er fundet på en dybde mellem 50 og 70 meter. Alle 92 ombord omkom. Der er foreløbig bjærget 10 omkomne.

## Passagerer og besætning
Blandt de 92 ombord var 64 medlemmer af det russiske militærkor Aleksandrov-ensemblet, herunder dets dirigent Valerij Khalilov. Medlemmerne af koret rejste fra Moskva til den russiske militærbase i Syrien for at tage del i fejringen af nytåret.
Blandt passagererne var endvidere den russiske humanitære hjælpearbejder Jelizaveta Glinka, direktøren for forsvarsministeriets kulturdepartement Anton Gubankov, otte militærfolk, ni journalister og to civile embedsfolk.

## Undersøgelser
Umiddelbart efter styrtet iværksatte den russiske undersøgelseskommission en efterforskning for at finde frem til årsagerne til styrtet.
Russiske embedsmænd har nedtonet muligheden af et terrorangreb som årsag til styrtet og har i stedet fokuseret på mulighederne for en menneskelig eller mekanisk fejl.
Et lysglimt opfanget af overvågnings-tv ved kysten i Sotji har sat gang i spekulationer om en eksplosion i luften eller da flyet ramte vandoverfladen.
Det russiske forsvarsministerium oplyste den 29. december 2016, at styrtet ikke skyldtes en eksplosion eller en brand. Efter at have gennemgået flyet sorte bokse koncentrerede efterforskningen sig om flyets flaps, der tilsyneladende ikke fungerede korrekt, hvorefter flyet blev bragt i en kritisk vinkel. Flaps kan udsættes i forskellige vinkler, jo mere flaps, jo større opdrift. Flapsene på begge vinger bevæges normalt synkront - hvis ikke vil den ene vinge give større opdrift og flyet vil krænge.

## Eksterne links
43°25′30″N 39°50′13″Ø / 43.425°N 39.837°Ø